# 옹정초등학교
옹정초등학교는 대한민국 경기도 김포시 통진읍 옹정리에 있는 공립 초등학교이다.

## 학교 연혁
- 1971. 03. 01 월곶국민학교 옹정분교장 설립 인가
- 1971. 03. 09 옹정분교장 개교
- 1972. 03. 01 옹정초등학교 승격, 제1대 손종은 교장 선생님 취임
- 1973. 02. 08 제1회 졸업식
- 1981. 03. 07 병설 유치원 개원(1학급 편성)
- 1996. 03. 01 옹정초등학교로 교명 변경
- 2009. 03. 01 제13대 최명숙 교장취임
- 2009. 07. 15 종일 돌봄교실 개관
- 2009. 11. 20 옹정테니스장 증설
- 2009. 12. 09 도서관 리모델링(롯데장학재단 지원)
- 2010. 03. 05 옹정 스쿨버스 운행 시작
- 2010. 08. 31 현관 리모델링 준공
- 2010. 11. 15 급식실 공사시작(5억 5천)
- 2011. 01. 12 교실 리모델링을 통한 현대화 사업 완료
- 2011. 05. 12 급식실(옹달샘 Cafeteria) 개관식
- 2011. 06. 20 다목적 체험학습장 리모델링 완공
- 2012. 02. 16 제40회 졸업식(남 1 여 7명)(졸업생 총 1230명)
- 2013. 02. 15 제41회 졸업식(남 3 여 3업)(졸업생 총 1236명)
- 2014. 02. 14 제42회 졸업식(남 5 여 3명)(졸업생 총 1244명)
- 2014. 03. 01 제14대 김승호 교장 취임
- 2014. 03. 03 2014학년도 입학식

## 참고 자료
- 옹정초등학교 - 한국교육학술정보원 학교알리미